# Kesselbach (Rotach)
Der Kesselbach ist ein etwas über 91⁄2 Kilometer langer Bach und ein rechter Zufluss zur Rotach im Pfänderstock, an der Grenze zwischen Deutschland und Österreich. Gemeinsam mit dem Wirtatobelbach trennt der Kesselbach die beiden Bergrücken des Pfänderstocks. Der längere Rücken mit Pfänder und Hochberg liegt nordwestlich, der kürzere mit dem Hirschberg liegt südöstlich.

## Geographie

### Verlauf
Die Quelle liegt in der Eichenberger Parzelle Hub auf 959 m Höhe. Der Bach fließt zuerst nach Nordosten bis an die deutsche Grenze, ab dort fließt er nach Südosten und bildet bis zu seiner Mündung in die Rotach die österreichisch/deutsche Grenze. Im unteren Bereich bildet der Bach eine Schlucht, die ein bedeutendes Geotop ist. Bei Gewässerkilometer quert die Langener Straße L2 den Grenzbach und setzt sich fort als ST2001 nach Weiler-Simmerberg. Jenseits der Mündung verläuft die Straße zum Sulzberger Ortsteil Thal.

### Zuflüsse
- Hirschbergergraben (rechts), 1,3 km
- Gschwendergraben (links), 1,2 km
- Rohrabach (links), 0,6 km
- Gschliefgraben (links), 0,4 km
- Ochsenkaugraben (rechts), 1,3 km
- Warthergraben (rechts), 0,5 km
- Hegisbergergraben (rechts), 2,9 km
- Schulgraben (rechts), 1,4 km

## Geotop
Das Kesselbachtobel S von Scheffau mit der Geotop-Nummer 776R008 liegt auf rund 600 m Höhe, ist 2,5 km lang und 60 m breit.
Der Bach erschließt ein Profil der aufgerichteten Molasse (Untere Süßwassermolasse, Obere Meeresmolasse und Obere Süßwassermolasse). Das Tobel ist teilweise unzugänglich. Von Scheffau aus gibt es einen Zugang zum Scheffauer Steg mit einer Schicht der Oberen Süßwassermolasse (ockerfarbene Mergel) über einer Schicht der Oberen Meerwassermolasse (Sandsteine).